# Ancien arsenal de Zofingue
L'ancien arsenal, appelé Altes Schützenhaus en allemand, est un bâtiment situé dans la ville argovienne de Zofingue, en Suisse.

## Histoire
C'est en 1812 que la ville décide de fonder un arsenal avec stand de tir dans un bâtiment comprenant également une salle de réception et de bal à l'étage. La construction débute l'année suivante pour se terminer en 1825. En 1859, la galerie de tir est murée et la maison perd son utilité première pour devenir un club privé.
Siège du musée d'art local depuis 1979 lorsque Alice und Richard Haller firent don d'une centaine d'œuvres à la ville, le bâtiment est inscrit comme bien culturel suisse d'importance nationale.

## Source
- (de) Cet article est partiellement ou en totalité issu de l’article de Wikipédia en allemand intitulé « Altes Schützenhaus (Zofingen) » (voir la liste des auteurs).